# Caprimulgus heterurus
Caprimulgus heterurus е вид птица от семейство Caprimulgidae.

## Разпространение
Видът е разпространен във Венецуела и Колумбия.